# Leskiopsis thecata
Leskiopsis thecata là một loài ruồi trong họ Tachinidae.